# Cophixalus kulakula
Espèce
Cophixalus kulakula est une espèce d'amphibiens de la famille des Microhylidae.

## Répartition
Cette espèce est endémique du Queensland en Australie. Elle se rencontre dans les environs du mont Tozer dans la péninsule du cap York.

## Publication originale
- Hoskin & Aland, 2011 : Two new frog species (Microhylidae: Cophixalus) from boulder habitats on Cape York Peninsula, north-east Australia. Zootaxa, no 3027, p. 39-51 (texte intégral).